# Scène de la vie du Bouddha
Cette Scène de la vie du Bouddha peinte au XVIIe siècle par Chöying Dorje,  un des artistes tibétains les plus novateurs de l'histoire du Tibet et 10e karmapa, se trouve actuellement au Monastère de Palpung dans la province tibétaine du Kham en République populaire de Chine.

## Description
Le tableau, un thangka sur coton peint aux pigments minéraux, représente une scène de la vie du Bouddha qui appartient à une série de 9 thangkas. Au seuil de l'éveil, Siddhartha Gautama est assis en méditation dans la position du lotus sous l'arbre de la Bodhi dans la région de Bodhgaya en Inde. Bien qu'entouré par des légions d'obstacles et de tentations qu'il a dû surmonter pour arriver à ce point, représentés ici sous la forme de démons et tentatrices, le Bouddha demeure tranquille et sa volonté de réaliser l'éveil inébranlable.

## Galerie
Photos de la série des 9 thangkas représentants 12 épisodes de la vie de Siddhartha Gautama par le 10e karmapa, au monastère de Shechen à Katmandou au Népal.

Série des thangkas représentants 12 épisodes de la vie du Bouddha
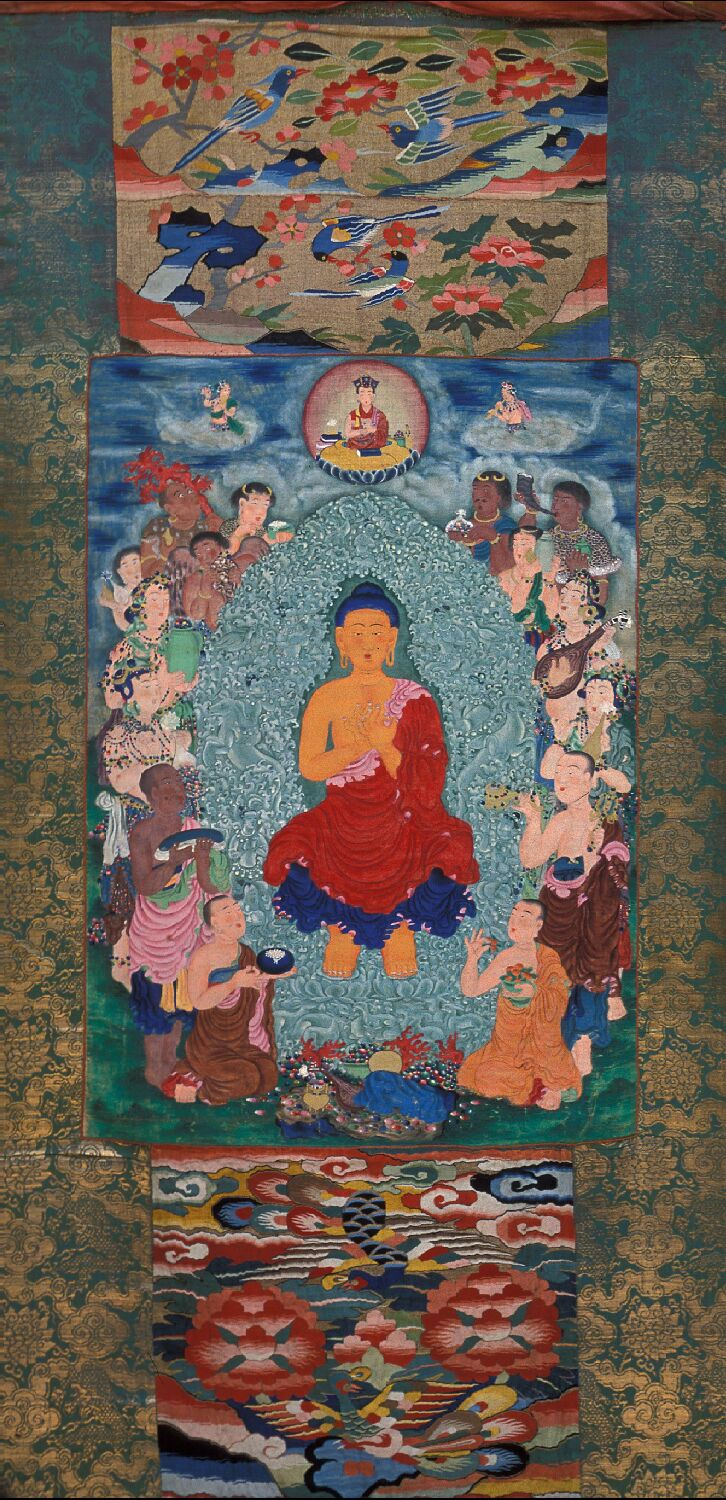
Le Bouddha enseignant
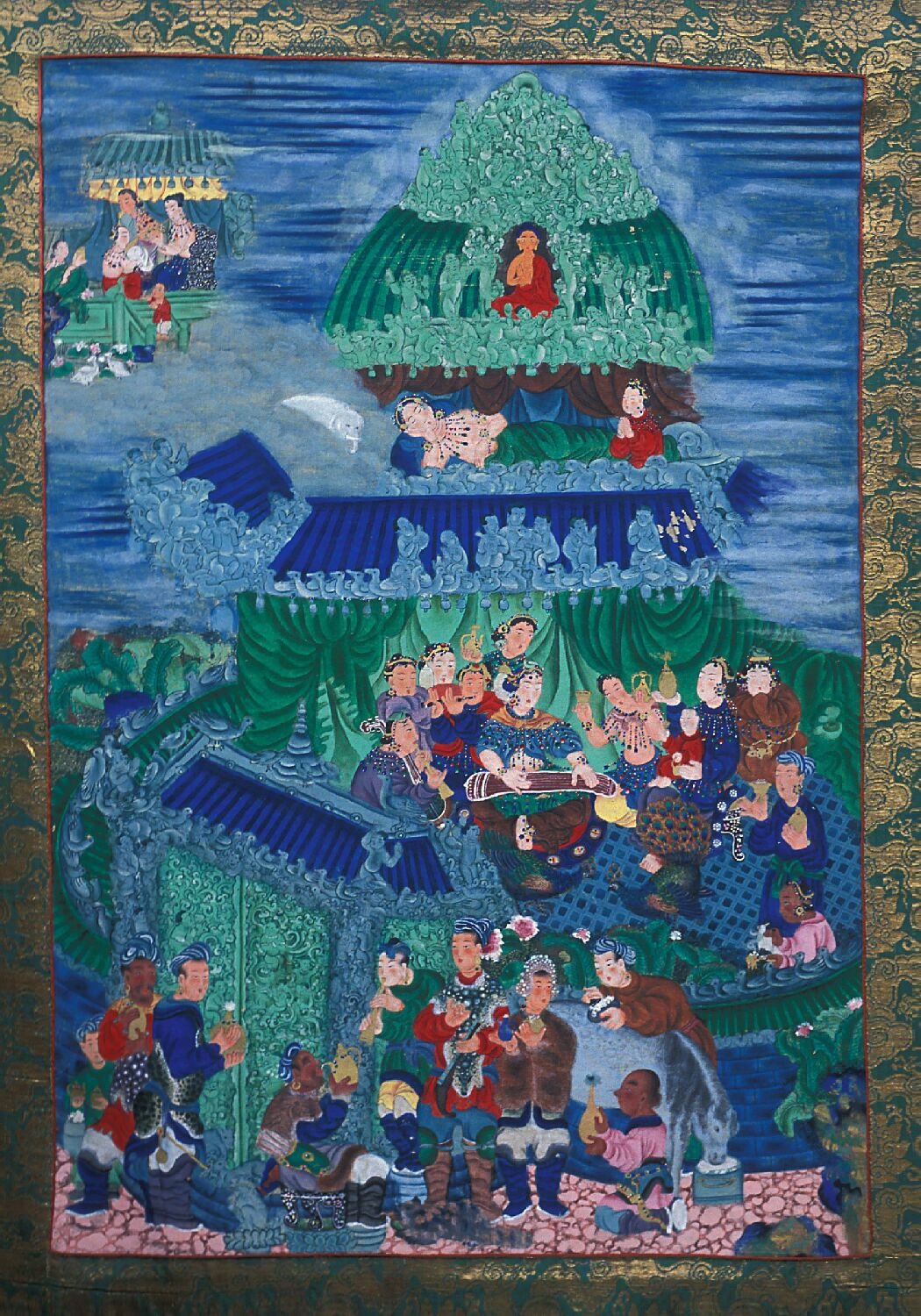
Scène de la vie du Bouddha
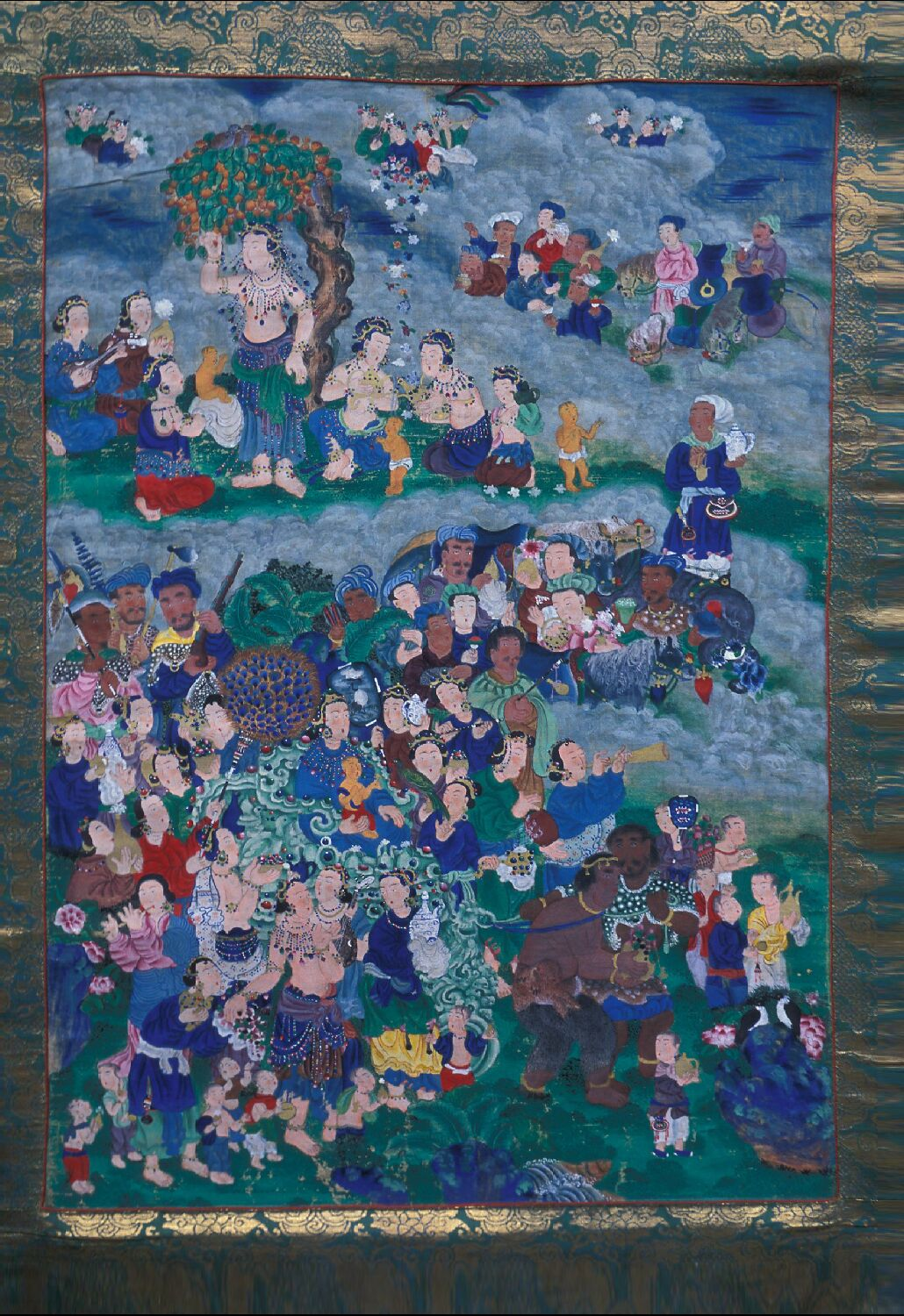
Scène de la vie du Bouddha
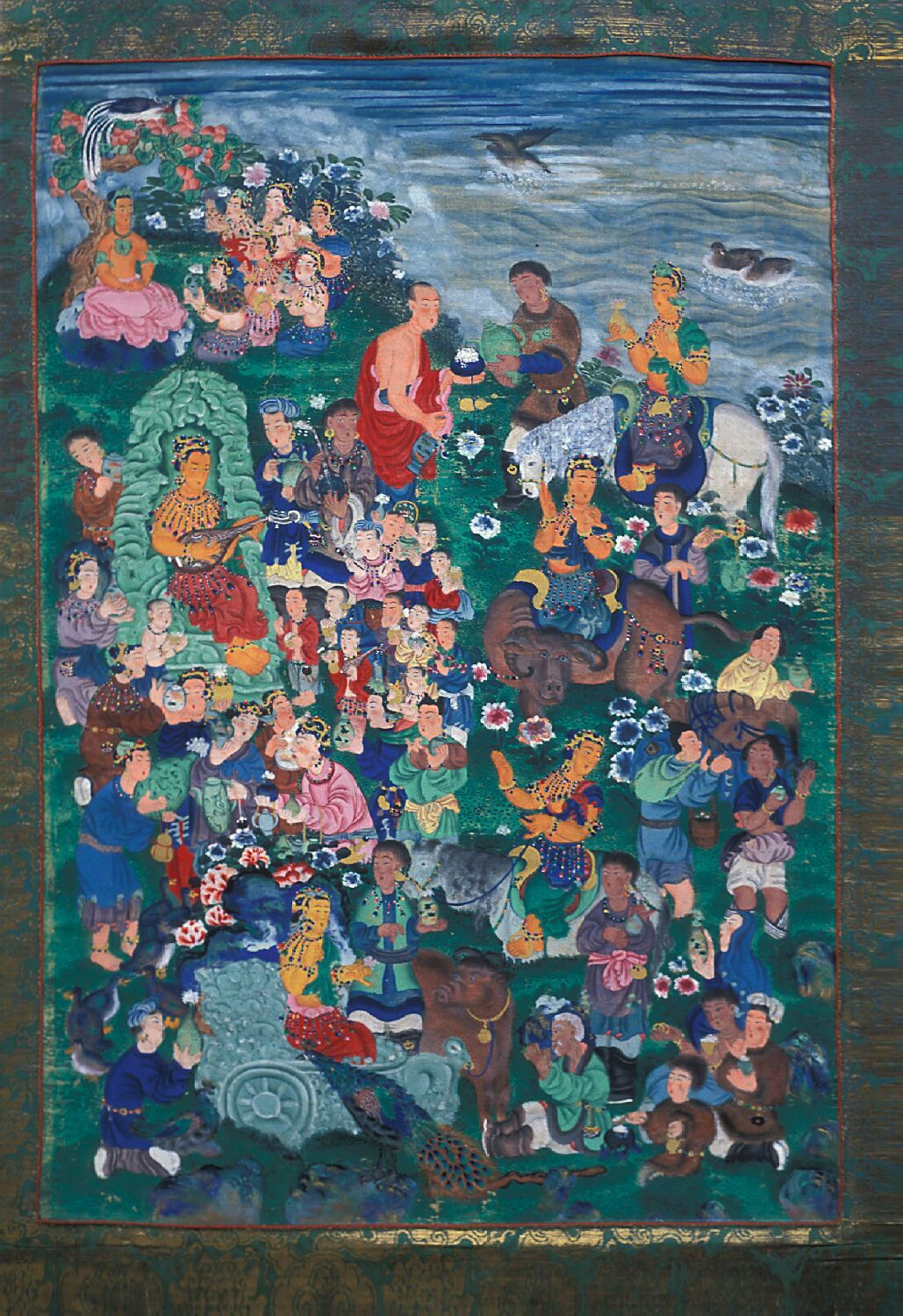
Scène de la vie du Bouddha
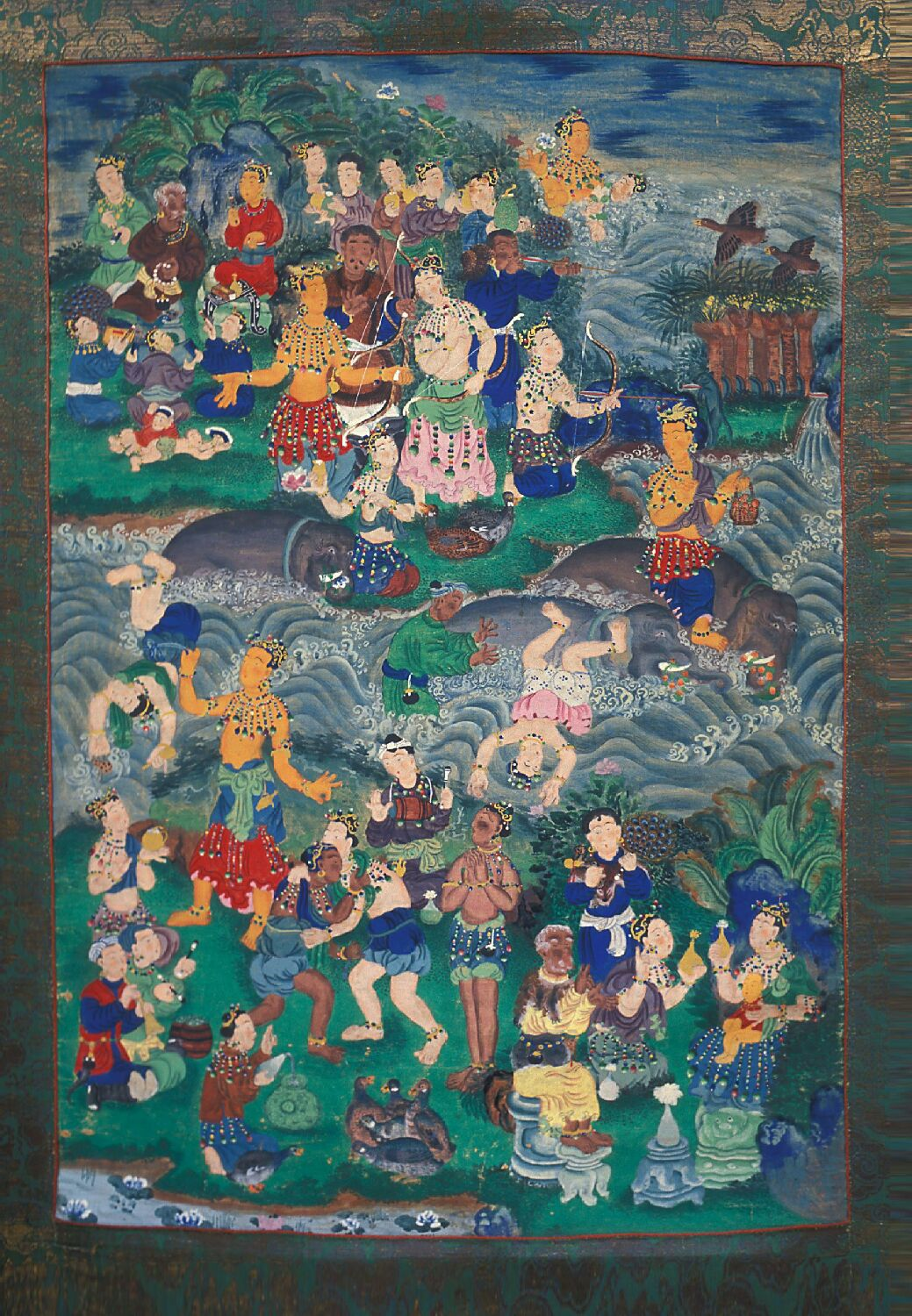
Scène de la vie du Bouddha
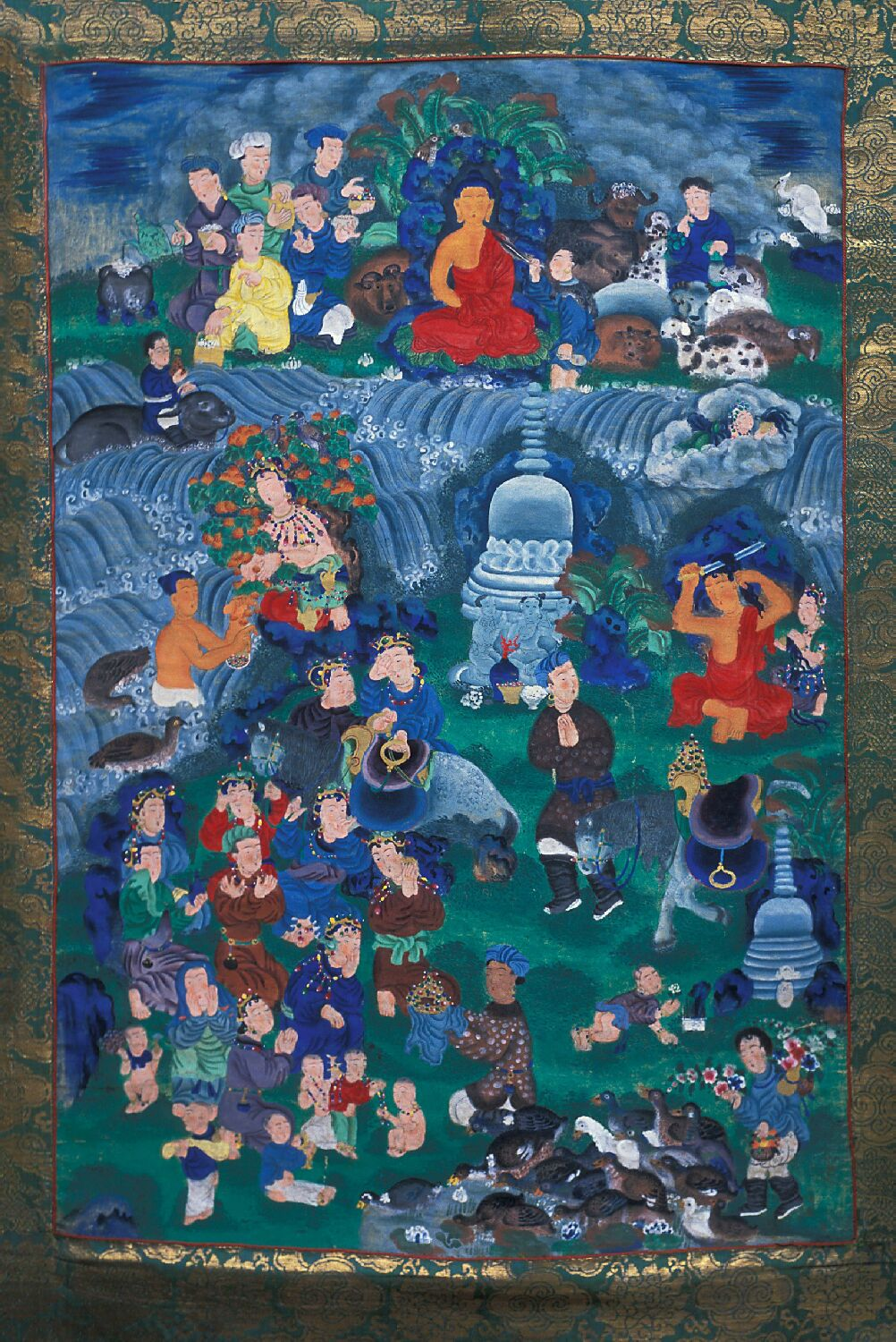
Scène de la vie du Bouddha
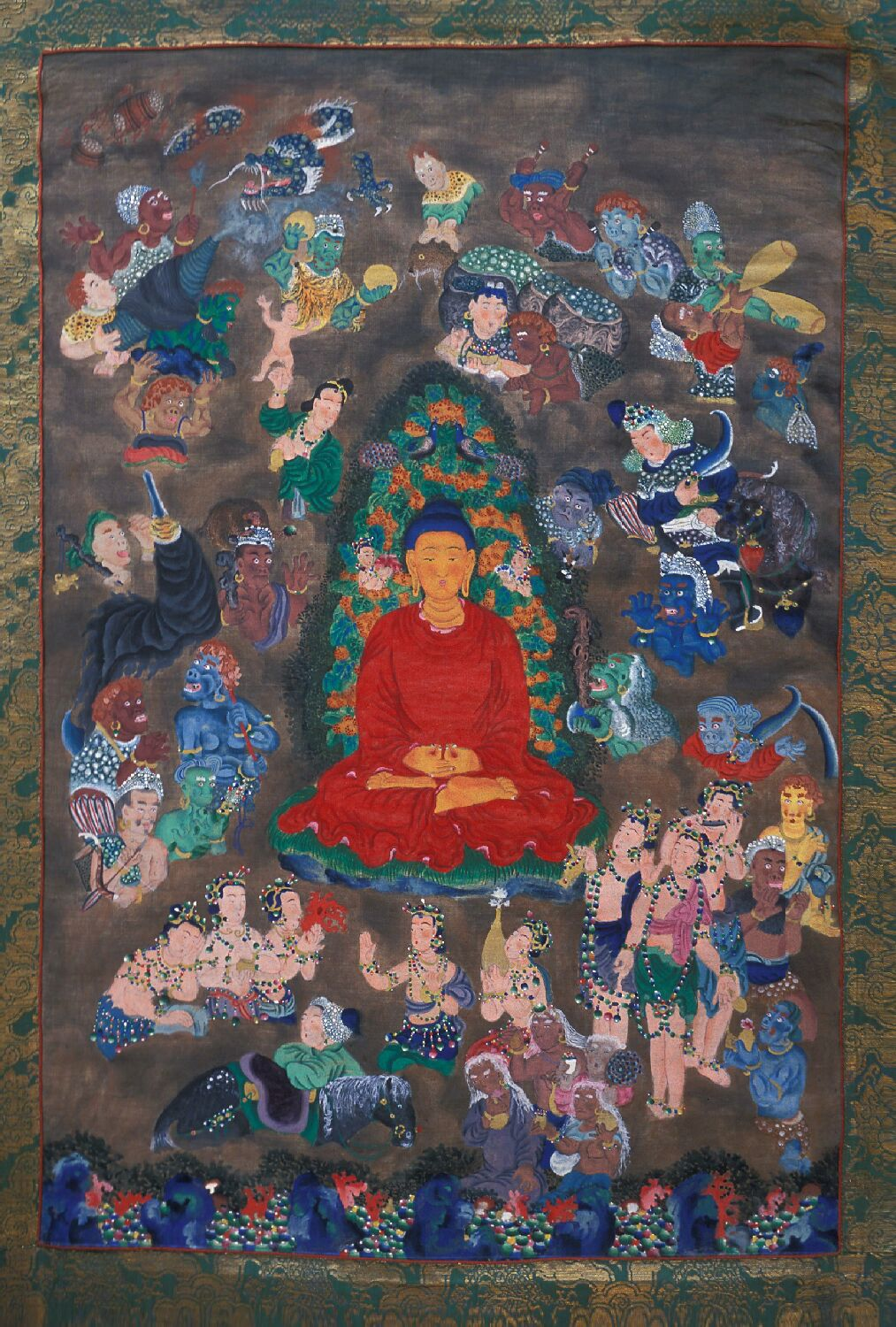
Au seuil de l'éveil
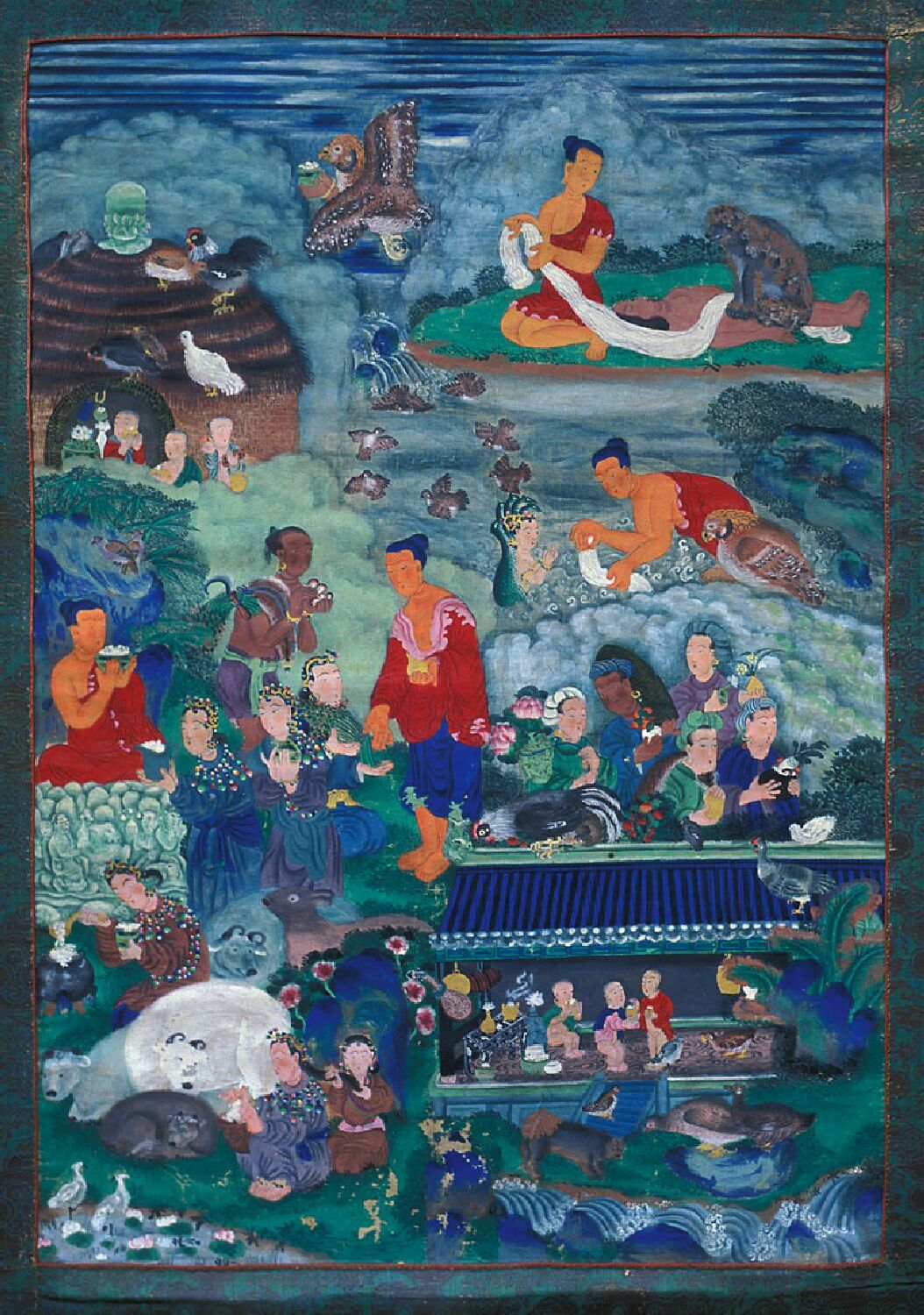
Scène de la vie du Bouddha
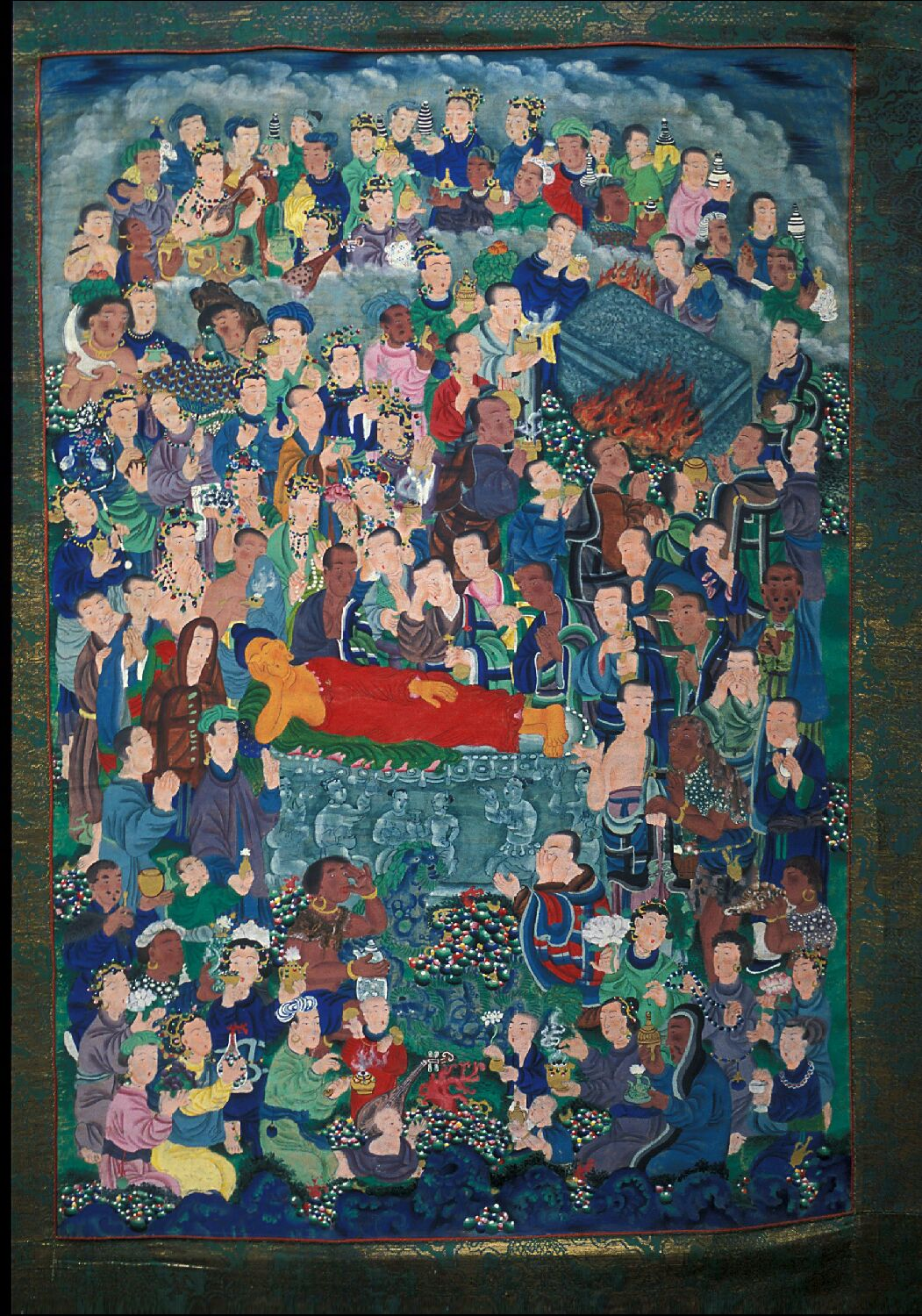
Parinirvana